# Breizacanthus chabaudei
Breizacanthus chabaudei är en hakmaskart som beskrevs av Yves-Jean Golvan 1969. Breizacanthus chabaudei ingår i släktet Breizacanthus och familjen Arhythmacanthidae. Inga underarter finns listade i Catalogue of Life.